# Sierras de Martés y el Ave
Sierras de Martés y el Ave este o arie protejată (arie specială de conservare — SAC, sit de importanță comunitară — SCI) din Spania întinsă pe o suprafață de 35.242,05 ha, integral pe uscat.

## Localizare
Centrul sitului Sierras de Martés y el Ave este situat la coordonatele 39°18′09″N 0°51′19″W / 39.3025°N 0.8553°V.

## Înființare
Situl Sierras de Martés y el Ave a fost declarat sit de importanță comunitară în decembrie 1997 pentru a proteja 20 de specii de animale. Situl a fost protejat și ca arie specială de conservare în februarie 2017.

## Biodiversitate
Situată în ecoregiunea mediteraneană, aria protejată conține 15 habitate naturale: Izvoare petrifiante cu formare de travertin (Cratoneurion), Păduri iberice de Quercus faginea și Quercus canariensis, Păduri termofile cu Fraxinus angustifolia, Galerii și tufărișuri riverane sudice (Nerio-Tamaricetea și Securinegion tinctoriae), Pajiști carstice calcaroase sau bazofile, de Alysso-Sedion albi, Pante stâncoase calcaroase cu vegetație casmofită, Păduri de Quercus ilex și Quercus rotundifolia, Matorral arborescenți cu Juniperus spp., Peșteri inaccesibile publicului, Vegetație gipsofilă iberică (Gypsophiletalia), Galerii de Salix alba și de Populus alba, Pajiști umede mediteraneene cu ierburi înalte de Molinio-Holoschoenion, Pseudostepă cu ierburi și specii anuale de Thero-Brachypodietea, Tufărișuri termo-mediteraneene și de pre-deșert, Râuri mediteraneene cu debit permanent cu specii de Paspalo-Agrostidion și galerii riverane de Salix și de Populus alba.
La baza desemnării sitului se află mai multe specii protejate:
- păsări (11): pescăruș albastru (Alcedo atthis), acvilă de munte (Aquila chrysaetos), buha (Bubo bubo), caprimulg (Caprimulgus europaeus), șoim călător (Falco peregrinus), Galerida theklae, Hieraaetus fasciatus, ciocârlie de pădure (Lullula arborea), Oenanthe leucura, Pyrrhocorax pyrrhocorax, silvie de tufiș (Sylvia undata)
- mamifere (7): vidră de râu (Lutra lutra), liliac cu aripi lungi (Miniopterus schreibersii), liliac cu picioare lungi (Myotis capaccinii), liliac cărămiziu (Myotis emarginatus), liliacul mediteranean cu potcoavă (Rhinolophus euryale), liliacul mare cu potcoavă (Rhinolophus ferrumequinum), liliacul mic cu potcoavă (Rhinolophus hipposideros)
- nevertebrate (1): Coenagrion mercuriale
- reptile (1): Mauremys leprosa

Pe lângă speciile protejate, pe teritoriul sitului au mai fost identificate 2 specii de plante, 1 specie de nevertebrate.